# Rockets Redglare
Rockets Redglare, vlastním jménem Michael Morra, (8. května 1949 – 28. května 2001) byl americký herec. Před zahájením herecké kariéry pracoval jako roadie. Později působil jako stand-up komik. Hrál například ve filmech Mimo zákon (1986), Basquiat (1996), Můj nejmilejší bar (1996) a Věznice (2000). Zemřel roku 2001 ve věku 52 let. V roce 2003 o něm Luis Fernandez de la Reguera natočil dokumentární film.